# UTC+3

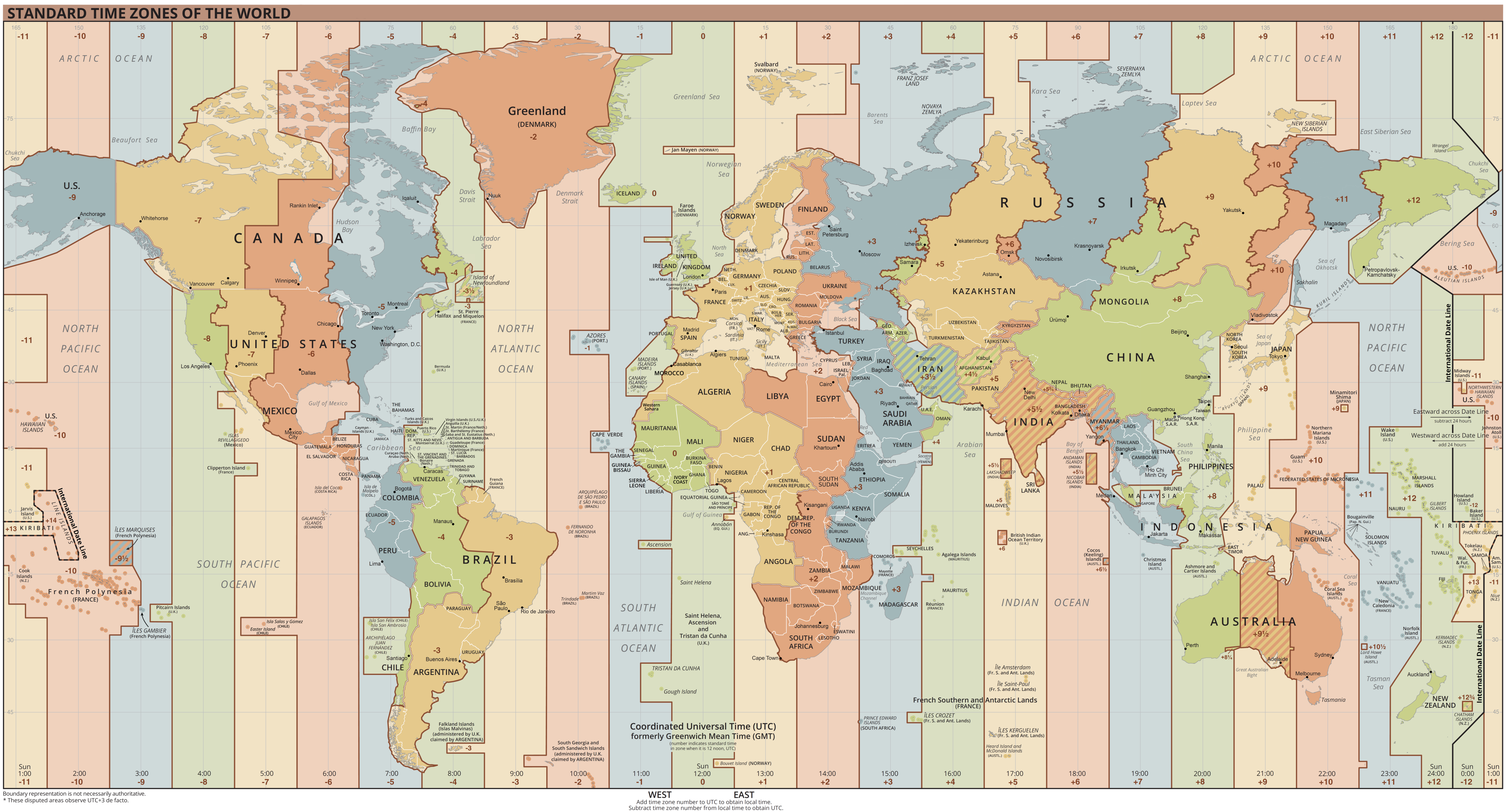
UTC+3 in Graublau im Osten von Europa und Afrika

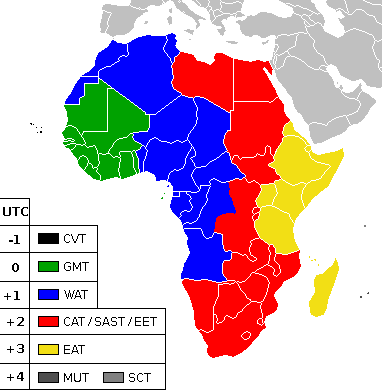
Afrikanische Zeitzonen, UTC+3 (EAT) in Gelb im Osten

UTC+3 ist eine Zonenzeit, welche den Längenhalbkreis 45° Ost als Bezugsmeridian hat. Auf Uhren mit dieser Zonenzeit ist es drei Stunden später als die koordinierte Weltzeit und zwei Stunden später als die MEZ.
In Russland entspricht diese Zone der Moskauer Zeit, die für föderationsweite Angelegenheiten maßgeblich ist.

## Geltungsbereich (ganzjährig)
Europa (Moskauer Zeit)
- Belarus (seit 2011 ganzjährig; bis dann nur Sommerzeit; Normalzeit war zuvor UTC+2)
- Georgien
  -  Abchasien (nicht unter der Kontrolle der georgischen Regierung)
  -  Südossetien (nicht unter der Kontrolle der georgischen Regierung)
- Ukraine
  -  Republik Krim (von Russland völkerrechtswidrig annektiert und vollständig unter Kontrolle)
  - Stadt  Sewastopol (von Russland zusammen mit der Krim völkerrechtswidrig annektiert und vollständig unter Kontrolle)
  -  Oblast Cherson (von Russland völkerrechtswidrig annektiert, nur kontrollierte Teile)
  -  Oblast Donezk (von Russland völkerrechtswidrig annektiert, nur kontrollierte Teile)
  -  Oblast Luhansk (von Russland völkerrechtswidrig annektiert, nur kontrollierte Teile)
  -  Oblast Saporischschja (von Russland völkerrechtswidrig annektiert, nur kontrollierte Teile)
- Russland (Großteil des europäischen Teils mit Nordkaukasus, außer Oblast Kaliningrad, Oblast Astrachan und einigen Föderationssubjekten im Wolgagebiet/Uralvorland):
  - Stadt  Moskau
  - Stadt  Sankt Petersburg
  -  Republik Adygeja
  -  Republik Dagestan
  -  Republik Inguschetien
  -  Republik Kabardino-Balkarien
  -  Republik Kalmückien
  -  Republik Karatschai-Tscherkessien
  -  Republik Karelien
  -  Republik Komi
  -  Republik Mari El
  -  Republik Mordwinien
  -  Republik Nordossetien-Alanien
  -  Republik Tatarstan
  -  Republik Tschetschenien
  -  Republik Tschuwaschien
  -  Region Krasnodar
  -  Region Stawropol
  -  Oblast Archangelsk
  -  Oblast Belgorod
  -  Oblast Brjansk
  -  Oblast Iwanowo
  -  Oblast Jaroslawl
  -  Oblast Kaluga
  -  Oblast Kirow
  -  Oblast Kostroma
  -  Oblast Kursk
  -  Oblast Leningrad
  -  Oblast Lipezk
  -  Oblast Moskau
  -  Oblast Murmansk
  -  Oblast Nischni Nowgorod
  -  Oblast Nowgorod
  -  Oblast Orjol
  -  Oblast Pensa
  -  Oblast Pskow
  -  Oblast Rjasan
  -  Oblast Rostow
  -  Oblast Smolensk
  -  Oblast Tambow
  -  Oblast Tula
  -  Oblast Twer
  -  Oblast Wladimir
  -  Oblast Wolgograd
  -  Oblast Wologda
  -  Oblast Woronesch
  -  Autonomer Kreis der Nenzen

Vorderasien
- Türkei (seit 2016 ganzjährig; bis dann nur Sommerzeit; Normalzeit war zuvor UTC+2)
- Syrien (seit 2022 ganzjährig; bis dann nur Sommerzeit; Normalzeit war zuvor UTC+2)
- Jordanien (seit 2022 ganzjährig; bis dann nur Sommerzeit; Normalzeit war zuvor UTC+2)
- Irak
- Saudi-Arabien
- Kuwait
- Bahrain
- Katar (AST)
- Jemen

Afrika
- Eritrea
- Äthiopien
- Dschibuti
- Somalia
- Kenia
- Uganda
- Tansania
- Madagaskar

## Als Sommerzeit
- Finnland
- Estland
- Lettland
- Litauen
- Ukraine (bis 2024, ab 2025 ganzjährig UTC+2)
- Moldau
- Rumänien
- Bulgarien
- Griechenland
- Zypern
  -  Türkische Republik Nordzypern (einschließlich)
- Vereinigtes Königreich:
  - Akrotiri und Dekelia
- Libanon
- Israel
- Palästina

UTC−12 |
UTC−11 |
UTC−10 |
UTC−9:30 |
UTC−9 |
UTC−8 |
UTC−7 |
UTC−6 |
UTC−5 |
UTC−4 |
UTC−3:30 |
UTC−3 |
UTC−2 |
UTC−1 |
UTC |
UTC+1 |
UTC+2 |
UTC+3 |
UTC+3:30 |
UTC+4 |
UTC+4:30 |
UTC+5 |
UTC+5:30 |
UTC+5:45 |
UTC+6 |
UTC+6:30 |
UTC+7 |
UTC+8 |
UTC+9 |
UTC+9:30 |
UTC+10 |
UTC+10:30 |
UTC+11 |
UTC+12 |
UTC+12:45 |
UTC+13 |
UTC+13:45 |
UTC+14
Nicht mehr verwendet:
UTC−4:30 |
UTC+8:30 |
UTC+11:30